# 马力欧+疯狂兔子 王国之战
《马力欧+疯狂兔子 王国之战》是一款由育碧米兰和育碧巴黎开发并由育碧发行在任天堂Switch上的戰略角色扮演遊戲。本作是以著名游戏《瑪利歐》系列与育碧自家的《疯狂兔子》系列合作为特点，游戏的世界观吸收了两个系列的元素特色。玩家将可以操纵马里奥系列角色以及各种各样的疯兔角色进行游戏，游戏采用了回合制的战斗方式，角色以使用枪械射击为主要的攻击形式。
游戏于2017年6月的育碧E3展前发布会上首次正式公布；并于2017年8月29日於歐美发售，2018年1月18日於亞洲發售。後續推出可下载内容「森喜剛冒險」，並推出包含該內容的黃金版。
2021年6月，育碧在其E3游戏展前直播活动上正式公开了本作的续作《瑪利歐+瘋狂兔子 希望之星》並登陆任天堂Switch平台，於2022年10月20日发售。

## 故事
一位热衷超级玛利欧系列的發明家在他的機器人助手Beep-O的幫助下，發明了一个可以將任何兩個物體合併為一個整體的“SupaMerge”頭盔。
但在發明家離開房間之時，一群疯狂兔子搭乘時空洗衣機来到他的房间捣乱并不小心戴上了頭盔並击中了时空洗衣机，致使房间内的生物被吸入至多维空间，传送到蘑菇王国…

## 发售
Ubisoft於2017年8月24日正式宣布，《瑪利歐 ＋ 瘋狂兔子 王國之戰》中文語系更新將在遊戲上市時同步推出，玩家透過軟體更新即可取得对繁體和简体中文的支持。同時官方亦公開上市後續追加內容發行計畫，陸續為玩家帶來新武器、單人挑戰、合作地圖以及全新劇情內容；擁有季票資格的玩家將可在日後享用三款DLC下載內容。
游戏为任天堂Switch平台上最暢銷的遊戲之一，截至2018年9月已在全球售出超過200萬份。

## 評價

### 獲獎記錄
| 年份 | 獎項                  | 類別                        | 結果 | 來源          |
| ---- | --------------------- | --------------------------- | ---- | ------------- |
| 2017 | 遊戲評論家獎          | 最佳展出                    | 提名 | [ 11 ] [ 12 ] |
| 2017 | 遊戲評論家獎          | 最佳原創遊戲                | 獲獎 | [ 11 ] [ 12 ] |
| 2017 | 遊戲評論家獎          | 最佳主機遊戲                | 提名 | [ 11 ] [ 12 ] |
| 2017 | 遊戲評論家獎          | 最佳策略遊戲                | 獲獎 | [ 11 ] [ 12 ] |
| 2017 | Gamescom              | 最佳 Nintendo Switch 遊戲獎 | 提名 | [ 13 ] [ 14 ] |
| 2017 | Gamescom              | 最佳策略遊戲獎              | 獲獎 | [ 13 ] [ 14 ] |
| 2017 | Gamescom              | 最佳休閒遊戲獎              | 提名 | [ 13 ] [ 14 ] |
| 2017 | 金搖桿獎              | 年度任天堂遊戲獎            | 提名 | [ 15 ]        |
| 2017 | Ping Awards           | 最佳主機遊戲                | 獲獎 | [ 16 ]        |
| 2017 | Ping Awards           | 特等獎                      | 獲獎 | [ 16 ]        |
| 2017 | 2017年度遊戲大獎      | 最佳家庭遊戲                | 提名 | [ 17 ]        |
| 2017 | 2017年度遊戲大獎      | 最佳策略遊戲                | 獲獎 | [ 17 ]        |
| 2017 | Titanium Awards       | 最佳遊戲設計                | 提名 | [ 18 ] [ 19 ] |
| 2017 | Titanium Awards       | 最佳家庭／社交遊戲          | 獲獎 | [ 18 ] [ 19 ] |
| 2018 | D.I.C.E.大獎          | 年度最佳模擬／策略遊戲      | 獲獎 | [ 20 ] [ 21 ] |
| 2018 | NAVGTR獎              | 策略遊戲獎                  | 提名 | [ 22 ] [ 23 ] |
| 2018 | NAVGTR獎              | 燈光設計／品牌              | 提名 | [ 22 ] [ 23 ] |
| 2018 | 義大利遊戲大獎        | 年度最佳遊戲                | 提名 | [ 24 ]        |
| 2018 | 義大利遊戲大獎        | 最佳遊戲設計                | 提名 | [ 24 ]        |
| 2018 | 義大利遊戲大獎        | 最佳家庭遊戲                | 獲獎 | [ 24 ]        |
| 2018 | 義大利遊戲大獎        | 最佳義大利遊戲              | 獲獎 | [ 24 ]        |
| 2018 | 第14屆英國BAFTA遊戲獎 | 家庭遊戲獎                  | 提名 | [ 25 ] [ 26 ] |
| 2018 | Develop Awards        | 動畫獎                      | 獲獎 | [ 27 ]        |
| 2018 | Develop Awards        | 視覺設計獎                  | 獲獎 | [ 27 ]        |